# Élections législatives de 1951 dans la Vienne
Les élections législatives françaises de 1951 se tiennent le 17 juin. Ce sont les deuxièmes élections législatives de la Quatrième République.

## Mode de scrutin
Représentation proportionnelle plurinominale suivant la méthode du plus fort reste dans 103 circonscriptions, conformément à la loi des apparentements : les listes qui se sont « apparentées » avant l'élection remportent tous les sièges de la circonscription si leurs voix ajoutées obtiennent la majorité absolue des suffrages exprimés. Il y a 629 sièges à pourvoir.
Le vote préférentiel est admis. 
Dans le département de la Vienne, quatre députés sont à élire.

## Candidats

### Liste d'union républicaine, résistante et antifasciste présentée par le Parti communiste français
| N° | Candidats | Candidats           | Parti | Principales fonctions                                                  |
| -- | --------- | ------------------- | ----- | ---------------------------------------------------------------------- |
| 01 |           | Alphonse Bouloux    | PCF   | Instituteur honoraire, conseiller municipal de Poitiers, ancien député |
| 02 |           | Fernand Maillocheau | PCF   | Député sortant, agriculteur, Gouex                                     |
| 03 |           | Isabelle Douteau    | PCF   | Député sortant, lingère, Loudun                                        |
| 04 |           | Maxime Dumas        | PCF   | Ajusteur, secrétaire fédéral du PCF, Poitiers                          |

### Liste du Rassemblement du peuple français
| N° | Candidats | Candidats       | Parti | Principales fonctions                                                |
| -- | --------- | --------------- | ----- | -------------------------------------------------------------------- |
| 01 |           | Henri Lespès    | RPF   | Député sortant MRP de Seine-et-Marne                                 |
| 02 |           | André Kurzenne  | RPF   | Distillateur, premier adjoint au maire de Poitiers, ancien résistant |
| 03 |           | Paul Clément    | RPF   | Menuisier, conseiller municipal de Saint-Benoit                      |
| 04 |           | Pierre Coussieu | RPF   | Mécanicien, adjoint au maire de Poitiers                             |

### Liste d'Union nationale et républicaine - Mouvement républicain populaire
| N° | Candidats | Candidats         | Parti | Principales fonctions                                                            |
| -- | --------- | ----------------- | ----- | -------------------------------------------------------------------------------- |
| 01 |           | Pierre Abelin     | MRP   | Directeur de sociétés, député sortant, Châtellerault                             |
| 02 |           | Henri Gallet      | MRP   | Avoué, Benassay                                                                  |
| 03 |           | René Tognard      | MRP   | Cultivateur à Saint-Sauveur, géomètre-expert, ancien Conseiller de la République |
| 04 |           | Henri-Paul Moinet | MRP   | Adjoint au maire de Poitiers                                                     |

### Liste du Parti radical-socialiste
| N° | Candidats | Candidats          | Parti   | Principales fonctions                                                                                      |
| -- | --------- | ------------------ | ------- | --- |
| 01 |           | Adrien André       | Radical | Ancien député, ancien sénateur, conseiller général du canton de Saint-Savin, exploitant agricole, Béthines |
| 02 |           | Gaston Hardré      | Radical | Conseiller général du canton des Trois-Moutiers, maire de Saix                                             |
| 03 |           | Bernard Percevault | Radical | Docteur en médecine, maire adjoint de Châtellerault                                                        |
| 04 |           | Armand Roux        | Radical | Médecin, ancien résistant déporté, Latillé                                                                 |

### Liste du Rassemblement des gauches républicaines
| N° | Candidats | Candidats         | Parti | Principales fonctions                                                                                                   |
| -- | --------- | ----------------- | ----- | --- |
| 01 |           | Gérard de Montjou | RGR   | Propriétaire exploitant, maire d'Iteuil                                                                                 |
| 02 |           | Luc Levesque      | RGR   | Ancien député, conseiller général du canton de Lussac-les-Châteaux, maire de La Chapelle-Morthemer, exploitant agricole |
| 03 |           | Jacques Richard   | RGR   | Conseiller général du canton de La Villedieu-du-Clain                                                                   |
| 04 |           | Henry du Cluzeau  | RGR   | Avocat à la Cour d'Appel, conseiller municipal de Poitiers                                                              |

### Liste d'union des indépendants, des paysans et des républicains nationaux
| N° | Candidats | Candidats                 | Parti | Principales fonctions                                                                                |
| -- | --------- | ------------------------- | ----- | --- |
| 01 |           | Jean Raffarin             | CNIP  | Administrateur d'organismes agricoles, maire de Vouzailles, conseiller général du canton de Mirebeau |
| 02 |           | André Penot               | CNIP  | Agriculteur exploitant à Bonneuil-Matours                                                            |
| 03 |           | André Venault de Bourleuf | CNIP  | Agriculteur exploitant, maire d'Anché                                                                |
| 04 |           | Élie Fournier             | CNIP  | Agriculteur exploitant, maire de Marigny-Brizay                                                      |

### Liste du Parti socialiste SFIO
| N° | Candidats | Candidats        | Parti | Principales fonctions                                                         |
| -- | --------- | ---------------- | ----- | ----------------------------------------------------------------------------- |
| 01 |           | Henri Huyard     | SFIO  | Conseiller municipal de Poitiers, directeur du patronage des écoles publiques |
| 02 |           | Auguste Boisdin  | SFIO  | Maire de Saint-Pierre-de-Maillé, retraité SNCF                                |
| 03 |           | Georges Lanciaux | SFIO  | Conseiller municipal de Montmorillon, retraité                                |
| 04 |           | André Meunier    | SFIO  | Agriculteur                                                                   |

### Liste du Rassemblement des groupes républicains et indépendants français
| N° | Candidats | Candidats       | Parti | Principales fonctions    |
| -- | --------- | --------------- | ----- | ------------------------ |
| 01 |           | Paul Laugier    | RGRIF | Propriétaire agriculteur |
| 02 |           | René Tranchant  | RGRIF | Fonctionnaire            |
| 03 |           | Pierre Guilbard | RGRIF | Retraité                 |
| 04 |           | Jules Lusseau   | RGRIF | Agriculteur exploitant   |

## Élus
| Député sortant      | Parti | Parti | Député élu ou réélu | Parti | Parti   |
| ------------------- | ----- | ----- | ------------------- | ----- | ------- |
| Fernand Maillocheau |       | PCF   | Adrien André        |       | Rad soc |
| Isabelle Douteau    |       | PCF   | Gérard de Montjou   |       | RGR     |
| Pierre Abelin       |       | MRP   | Pierre Abelin       |       | MRP     |
| Henri Gallet        |       | MRP   | Jean Raffarin       |       | CNIP    |

## Résultats

### Résultats à l'échelle du département
- Les listes du MRP, Rad soc, du RGR, du CNIP, de la SFIO et du RGRIF se sont apparentées.
- Leurs voix cumulées représentant plus de 50% des exprimés, tous les sièges sont répartis à la proportionnelle entre les partis apparentés.

| Parti    | Parti     | Tête de liste     | Résultats | Résultats | Sièges |  |
| Parti    | Parti     | Tête de liste     | Voix      | %         |        |  |
| -------- | --------- | ----------------- | --------- | --------- | ------ |  |
|          | PCF       | Alphonse Bouloux  | 36 156    | 24,16     | 0      |  |
|          | RPF       | Henri Lespès      | 31 963    | 21,36     | 0      |  |
|          | MRP *     | Pierre Abelin     | 29 464    | 13,67     | 1      |  |
|          | Rad soc * | Adrien André      | 18 514    | 12,37     | 1      |  |
|          | RGR *     | Gérard de Montjou | 15 888    | 10,62     | 1      |  |
|          | CNIP *    | Jean Raffarin     | 9 261     | 9,55      | 1      |  |
|          | SFIO *    | Henri Huyard      | 9 261     | 6,19      | 0      |  |
|          | RGRIF *   | Paul Laugier      | 1 805     | 1,21      | 0      |  |
|          |           |                   |           |           |        |  |
| Inscrits | Inscrits  | Inscrits          | 197 222   | 100,00    | 4      |  |
| Votants  | Votants   | Votants           | 155 010   | 78,60     |        |  |
| Exprimés | Exprimés  | Exprimés          | 149 675   | 96,56     |        |  |